# Pueblo narim
El pueblo narim, longarim, laarim o boya es una tribu con una población aproximada de entre 7.000 - 15.000 personas que se concentran en las montañas Boya en Sudán del Sur.

## Economía
Los narim son un pueblo ganadero que veneran a sus vacas, su principal fuente de ingresos. Su ganado representa el centro cultural y social en las aldeas, y además se alimenten de su agricultura, así como de lo que cazan y pescan.

## Galería de imágenes

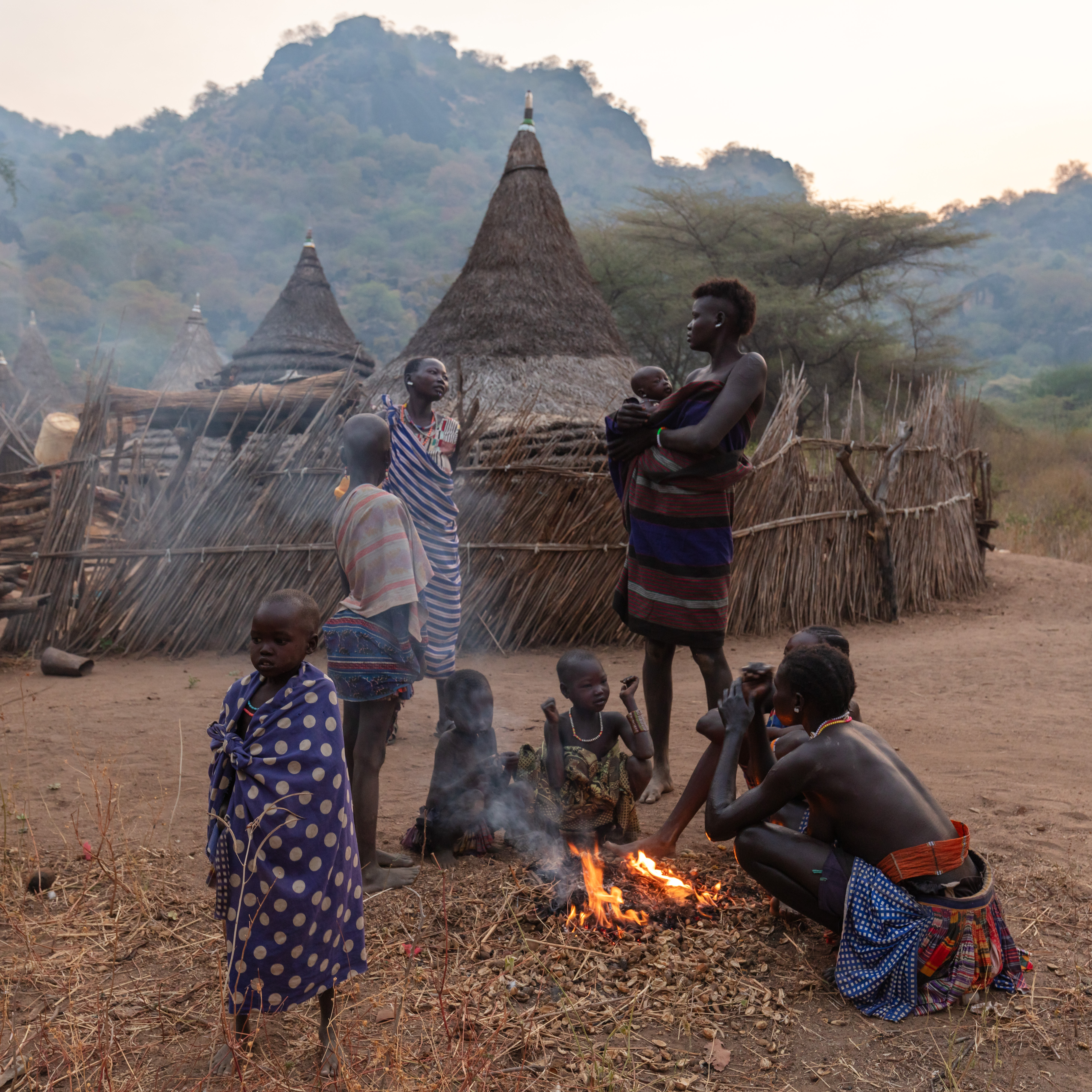
Grupo alrededor de un fuego al amanecer.
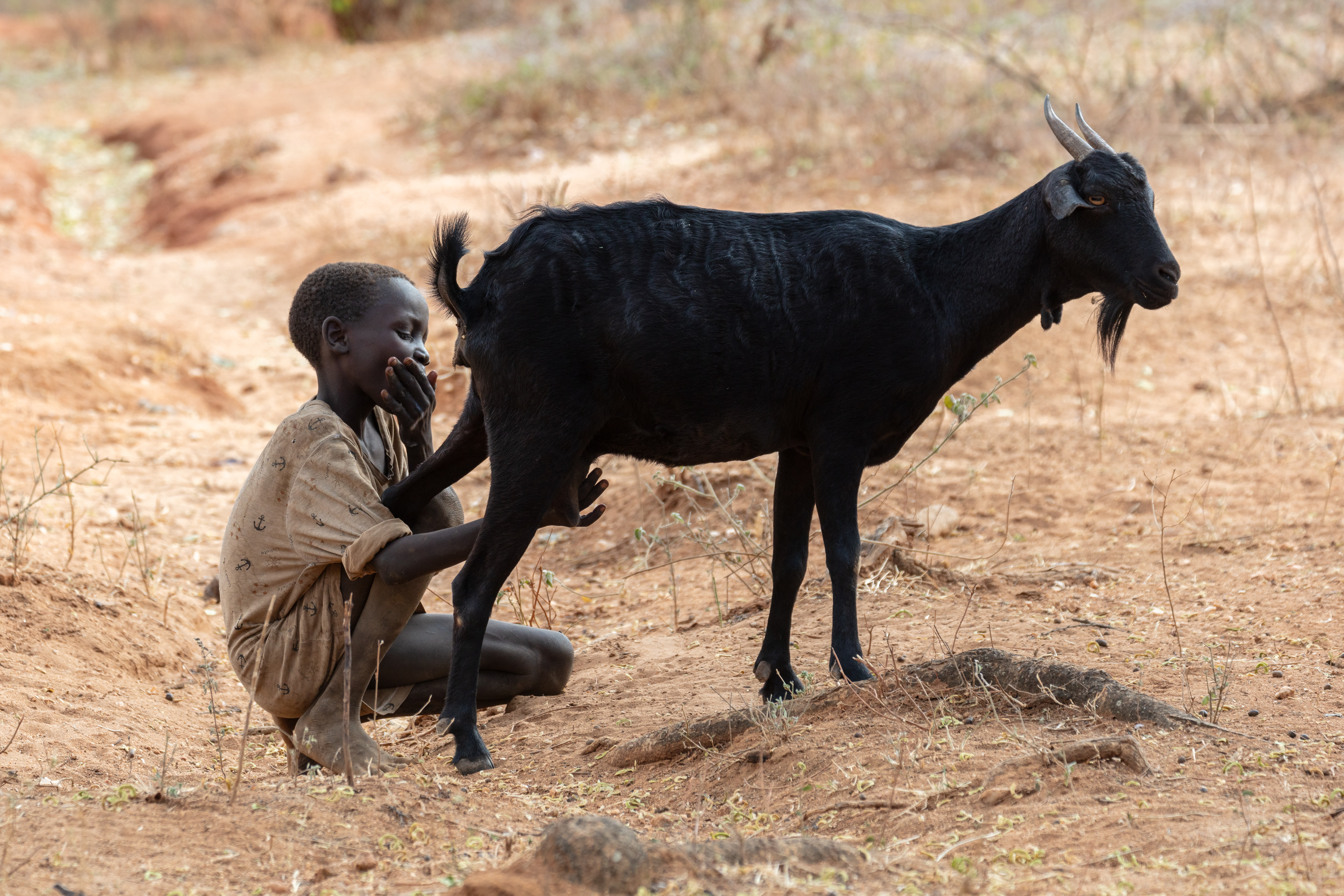
Niño bibiendo leche de una cabra.
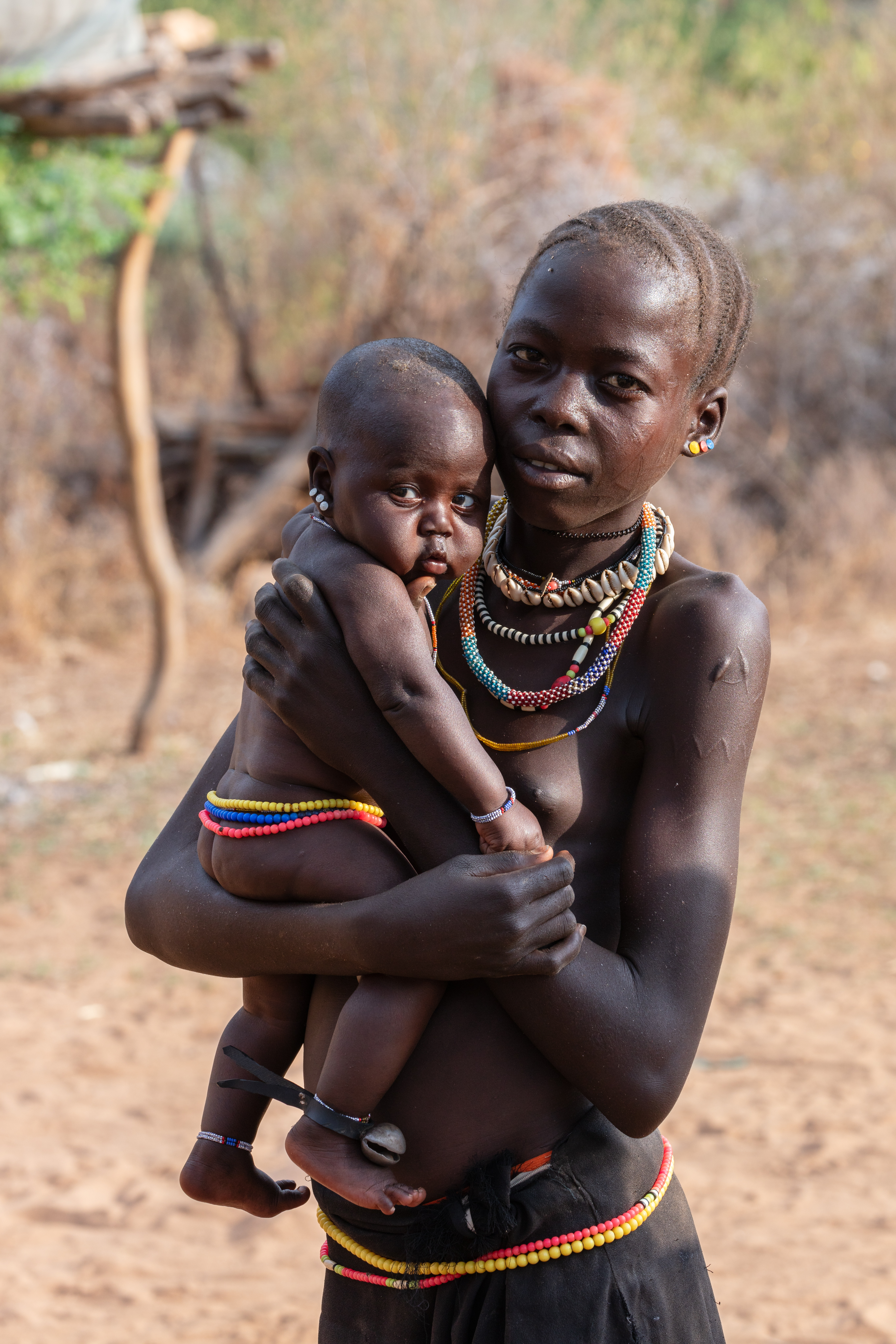
Madre con hijo.
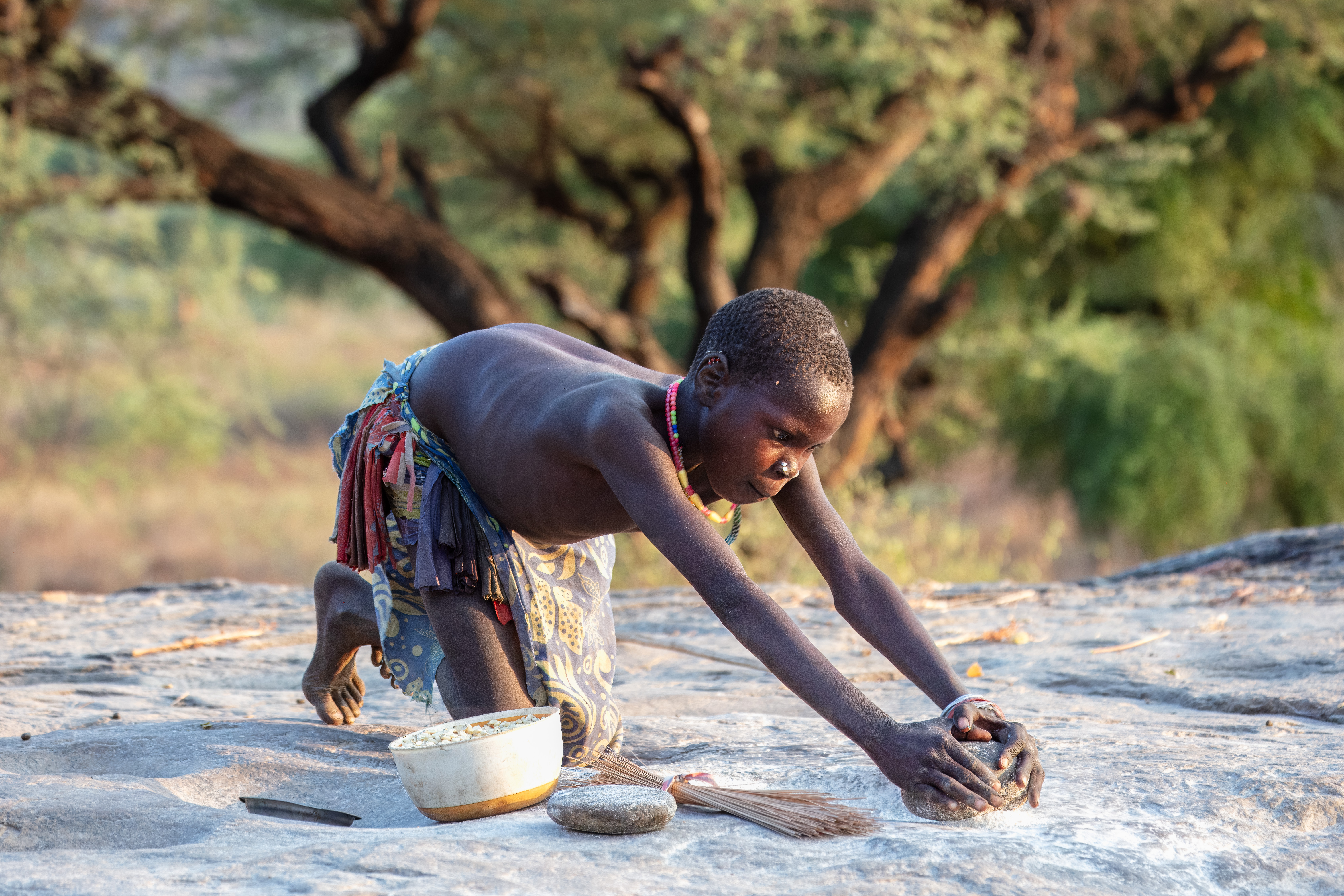
Joven triturando grano.
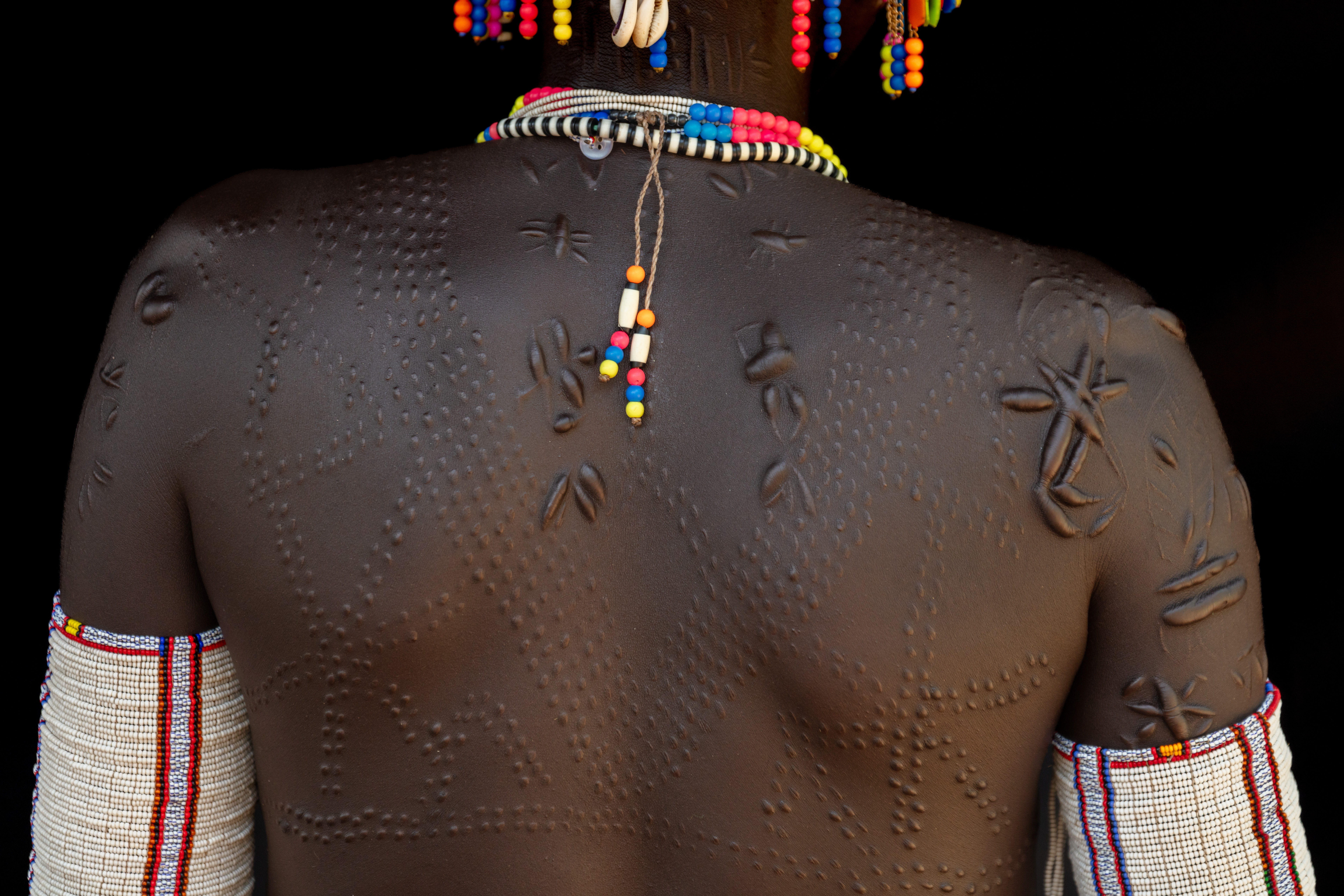
Ejemplo de escarificación.
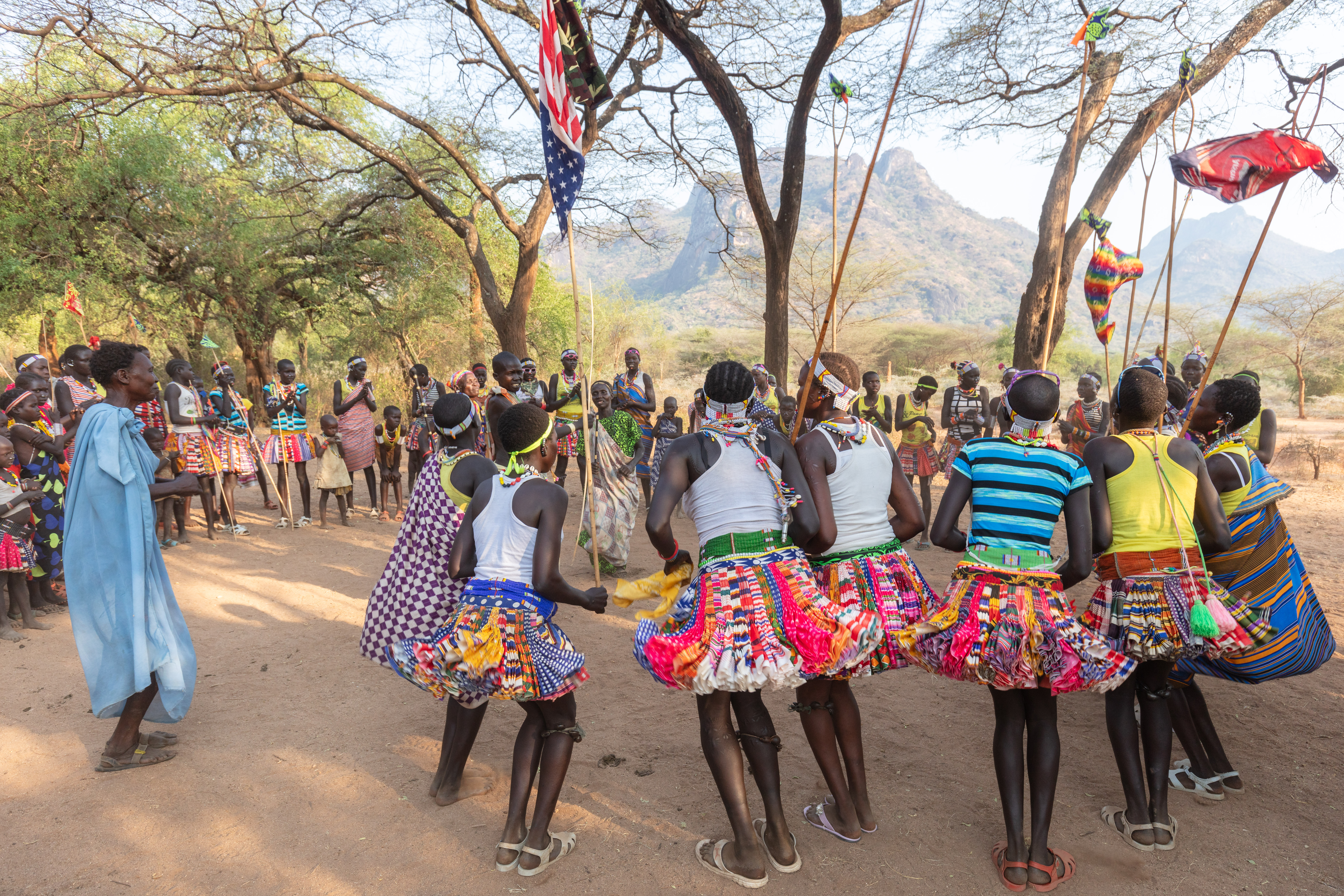
Baile.

- Datos: Q131318003
- Multimedia: Laarim people / Q131318003